# Griechisch-italienische Beziehungen
Die Griechisch-italienischen Beziehungen sind das zwischenstaatliche Verhältnis zwischen Griechenland und Italien. Kulturelle Kontakte zwischen der Apenninhalbinsel und der griechischen Welt lassen sich bis in die Antike zurückverfolgen. Griechische Kultur, Architektur und Philosophie beeinflusste das Römische Reich erheblich, was zu einer griechisch-römischen Synthese führte. Nach dem Untergang Roms wurden dieser enge Austausch im Mittelalter und der Neuzeit weitergeführt und italienische Staaten wie die Republik Venedig verfügten über erheblichen Einfluss in Griechenland. Der Untergang des griechisch geprägten Byzantinischen Reiches führte im 15. Jahrhundert zu einem Zustrom griechischer Gelehrter nach Italien, welche die italienische Renaissance beeinflussten. Nach der Etablierung moderner griechischer und italienischer Nationalstaaten wurden die Beziehungen nach dem Italienisch-Türkischen Krieg, den Balkankriegen und dem Ersten Weltkrieg angespannt, als beide Staaten um Gebiete im Mittelmeerraum und auf dem Balkan konkurrierten. Schließlich startete das faschistische Königreich Italien unter Duce Benito Mussolini 1941 einen Angriff auf Griechenland, der nach Eingreifen anderer Achsenmächte in einer mehrjährigen Besatzung Griechenlands endete. Nach dem Ende des Zweiten Weltkriegs etablierten beide Staaten freundschaftliche Beziehungen, wurden militärische Bündnispartner und beteiligten sich an der europäischen Integration. Heute sind beide Staaten gemeinsam Mitglieder von u. a. der Europäischen Union, der Eurozone, des Schengen-Raums, des Europarats, der NATO, der OECD, der OSZE und der Union für den Mittelmeerraum.
Obwohl Griechenland und Italien keine direkte Landgrenze teilen, ist Süditalien nahe dem griechischen Festland. Die italienischen Häfen Bari, Brindisi, Ancona, Venedig und Triest an der italienischen Adriaküste bieten täglich Passagier- und Frachtfähren zu den griechischen Häfen Korfu, Patras, Igoumenitsa und Kalamata an, wodurch der Landweg über die Balkanhalbinsel vermieden wird.

## Geschichte

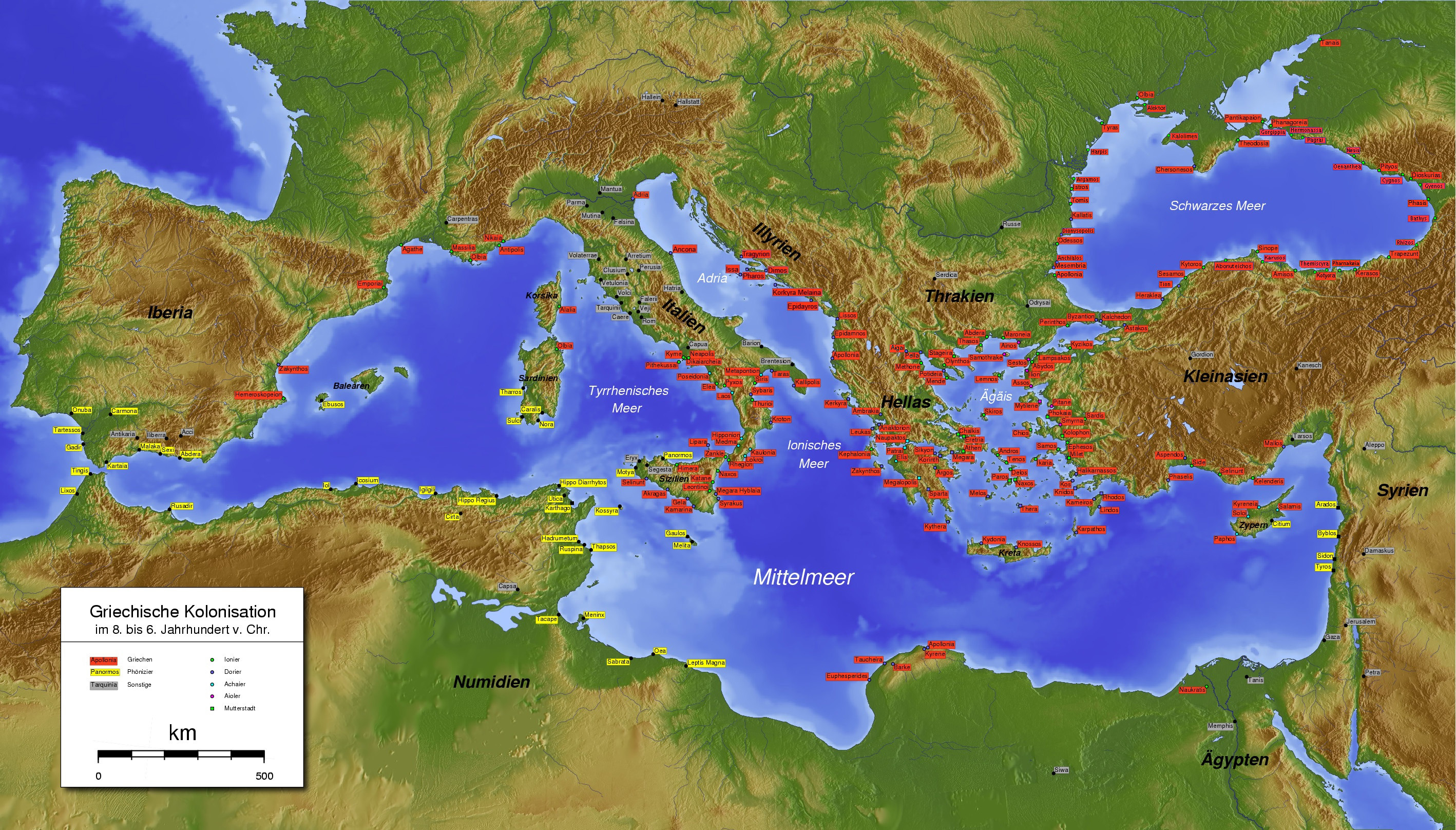
Griechische Kolonien (in rot) im Mittelmeerraum im vierten Jahrhundert v. Chr.

### Antike
Die Beziehungen zwischen den Regionen des heutigen Griechenland und Italien reichen bis in die Antike zurück. Bereits im 8. Jahrhundert v. Chr. gründeten griechische Siedler Kolonien im Süden der italienischen Halbinsel (in der später sogenannten Magna Graecia). Dadurch brachten die Griechen städtische Lebensweisen, ihre Religion, Weinbau sowie ihr Alphabet nach Unteritalien. Auch nach der römischen Eroberung Griechenlands im 2. Jahrhundert v. Chr. blieb der kulturelle Einfluss der Griechen auf Rom sehr bedeutend. Die Römer bewunderten die griechische Kunst und Philosophie und übernahmen viele Elemente der griechischen Kultur, etwa in Architektur und Literatur. Zugleich dehnten Rom und griechischsprachige Reiche ihre politischen Interessen in den jeweiligen Raum aus. So kämpfte z. B. im 3. Jahrhundert v. Chr. der epirotische König Pyrrhos mit einem griechischen Heer in Italien gegen Rom (Pyrrhischer Krieg). Schließlich geriet Griechenland im Jahr 146 v. Chr. unter römische Herrschaft, als die Römer die griechische Stadt Korinth zerstörten und die letzte Eigenständigkeit der griechischen Stadtstaaten beendeten. In der Folgezeit entwickelte sich die sogenannte griechisch-römische Kultur und Zivilisation, die Elemente beider antiker Welten vereinte. Städte wie Neapel oder Tarent in Italien blieben lange griechisch geprägt und überwiegend griechischsprachig. Der griechische Einfluss auf das antike Rom zeigte sich in vielfältiger Weise in Kunst, Kultur und Architektur. Viele Angehörige der römischen Elite sprachen Griechisch, und römische Autoren (wie Cicero) zeigten große Bewunderung für die griechische Philosophie.

### Mittelalter und frühe Neuzeit

Byzantinisches Reich um 1025

Nach dem Zerfall des Weströmischen Reiches (5. Jahrhundert) blieb der griechischsprachige Ostteil des Imperiums – das Byzantinische Reich – noch nahezu ein Jahrtausend bestehen. Byzanz herrschte zeitweise auch über Gebiete in Italien, etwa über Gebiete Süditaliens im 6.–8. Jahrhundert. In Teilen Unteritaliens (Kalabrien und Apulien) behaupteten sich bis ins Mittelalter griechischsprachige Gemeinschaften, teils als Überbleibsel der Antike, teils durch byzantinische Zuwanderung. Diese Griko-Dialekte werden in einigen Dörfern Apuliens und Kalabriens bis heute gesprochen. Während des Mittelalters standen sich Byzantiner und aufstrebende italienische Mächte aber auch als Rivalen gegenüber. Ab dem 13. Jahrhundert erlangte die Republik Venedig wichtige Stützpunkte in Griechenland. Venedig herrschte etwa über die Ionischen Inseln für mehrere Jahrhunderte (vom 14. bis zum späten 18. Jahrhundert). Zeitweise kontrollierten venezianische oder genuesische Adlige auch Festlandsgebiete in Griechenland (etwa nach dem Vierten Kreuzzug 1204 das Lateinische Kaiserreich). Eine wichtige Rolle spielte Venedig als Kolonialmacht insbesondere auf Kreta (1211–1669) und Zypern (1474–1571). Die venezianische Präsenz hinterließ bleibende Spuren in Griechenland, so etwa in Form von Festungsbauten und kulturellen Einflüssen auf den Ionischen Inseln. Zugleich bestanden durch den Mittelmeerhandel enge Kontakte zwischen italienischen und griechischen Hafenstädten.
Ab dem 15. Jahrhundert rückte jedoch das Osmanische Reich an die Stelle Byzanz’ als beherrschende Macht in Griechenland, was die italienischen Einflussgebiete zunehmend zurückdrängte. Dennoch blieb der Kulturaustausch lebhaft: Nach der osmanischen Eroberung Konstantinopels 1453 flohen viele byzantinisch-griechische Gelehrte nach Italien und brachten wertvolle antike Handschriften sowie ihr Wissen mit. Diese Gelehrten (wie z. B. Bessarion oder Johannes Argyropoulos) leisteten einen bedeutenden Beitrag zur Renaissance in Italien, indem sie das Studium der griechischen Antike förderten und antikes Wissen in den Westen übermittelten. In dieser Phase intensivierte sich der kulturelle Austausch: Italienische Humanisten lernten Griechisch, übersetzten antike griechische Werke ins Lateinische, und es entstanden in Italien erste gedruckte Ausgaben griechischer Klassiker. Damit legten griechische Intellektuelle im Exil wichtige Grundlagen für Wissenschaft und Kultur der Renaissance in Italien.

### 19. Jahrhundert

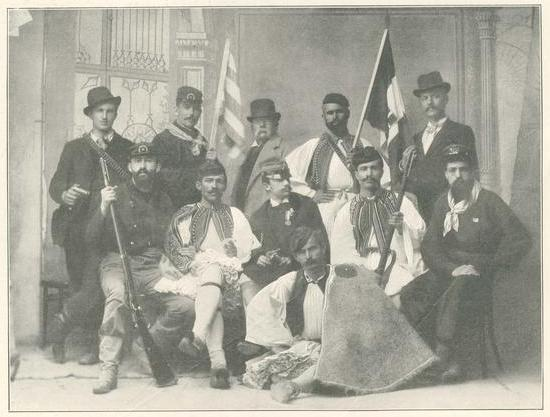
Italienische Freiwillige während des Griechisch-Türkischen Kriegs (1897)

Im 19. Jahrhundert formierten sich moderne Nationalstaaten in beiden Ländern: Griechenland erlangte 1830 die Unabhängigkeit vom Osmanischen Reich, Italien wurde 1861 als Königreich geeint (Risorgimento). Schon vor der Staatsgründung Italiens gab es italienische Unterstützung für den griechischen Unabhängigkeitskampf. So kämpften einzelne italienische Freiwillige (Philhellenen) im griechischen Unabhängigkeitskrieg (1821–1829) an der Seite der Griechen. Ein bekanntes Beispiel ist Santorre di Santarosa, ein piemontesischer Freiheitskämpfer, der 1825 auf der griechischen Insel Sfakteria fiel.  Nach der Einigung Italiens (1861) nahmen Griechenland und Italien offiziell diplomatische Beziehungen auf, die zunächst von beidseitiger Neutralität geprägt waren. Beide Länder standen in der zweiten Hälfte des 19. Jahrhunderts vornehmlich vor innenpolitischen Aufgaben (Aufbau des Nationalstaats) und verfolgten eigene regionale Interessen. Gleichwohl entwickelten sich wirtschaftliche und menschliche Kontakte: Etliche griechische Kaufleute ließen sich in italienischen Hafenstädten nieder, während umgekehrt italienische Unternehmen im ausländischen Handel auch mit Griechenland aktiv waren. In geopolitischer Hinsicht berührten sich griechische und italienische Interessen vor allem in der östlichen Mittelmeerregion, insbesondere nachdem Italien 1880/90 begonnen hatte, koloniale Ambitionen zu entfalten (z. B. in Libyen und am Horn von Afrika). Insgesamt blieben ernsthafte Konflikte jedoch zunächst aus, da Griechenland bis etwa 1900 keine expansionsgerichtete Großmachtpolitik betrieb und Italien sich stärker auf Nordafrika konzentrierte. Während des gesamten 19. Jahrhunderts unterstützten italienische Philhellenen Griechenland weiterhin politisch und militärisch. So führte beispielsweise Ricciotti Garibaldi (der Sohn von Giuseppe Garibaldi) eine Freiwilligenexpedition im Griechisch-Türkischen Krieg von 1897 an.

### Frühes 20. Jahrhundert
Anfang des 20. Jahrhunderts verschärfte sich die Konkurrenz der beiden Länder im östlichen Mittelmeerraum. Italien versuchte, seinen Einfluss in der Ägäis und auf dem Balkan auszubauen, was zu Spannungen mit griechischen Interessen führte. Im Italienisch-Türkischen Krieg 1911/12 eroberte Italien die Dodekanes-Inseln (südliche Ägäis) von den geschwächten Osmanen. Diese Inseln waren großteils griechisch bevölkert, blieben aber nach Kriegsende unter italienischer Verwaltung. Italien behielt den Dodekanes auch über den Ersten Weltkrieg hinaus und annektierte die Region faktisch – die formale Abtretung durch die Türkei erfolgte 1923 im Vertrag von Lausanne. Während des Ersten Weltkriegs standen Griechenland und Italien auf der gleichen Seiten (Italien trat 1915 der Entente bei, Griechenland 1917). Nach Kriegsende kam es jedoch zu heftigen diplomatischen Rivalitäten: Beide Staaten erhoben Ansprüche in der Ägäis und in Kleinasien und auch in Albanien trafen konkurrierende Interessen aufeinander. Insbesondere die griechische Landung in Smyrna (İzmir) 1919 führte zu Misstrauen in Italien. Die italienische Regierung unterstützte anfangs insgeheim die türkischen Nationalisten gegen die griechischen Truppen, lieferte ihnen Waffen und untergruben so die gesamte griechische Operation. Dieses Konkurrenzverhältnis wurde jedoch rasch politisch beigelegt: Im Juli 1919 einigten sich der griechische Ministerpräsident Eleftherios Venizelos und der italienische Außenminister Tommaso Tittoni in einer geheimen Vereinbarung auf eine Aufteilung ihrer Interessenssphären und wechselseitige Unterstützung bei den Friedensverhandlungen. Italien erklärte sich darin u. a. bereit, die griechischen Gebietsansprüche in Westanatolien (Smyrna) anzuerkennen, während Griechenland im Gegenzug Italiens Besitz der Dodekanes-Inseln tolerierte. Diese Venizelos-Tittoni-Vereinbarung entspannte kurzfristig das Verhältnis, obgleich sie wegen der politischen Entwicklungen (insbesondere der Niederlage Griechenlands im Griechisch-Türkischen Krieg 1922) nicht vollständig umgesetzt wurde.

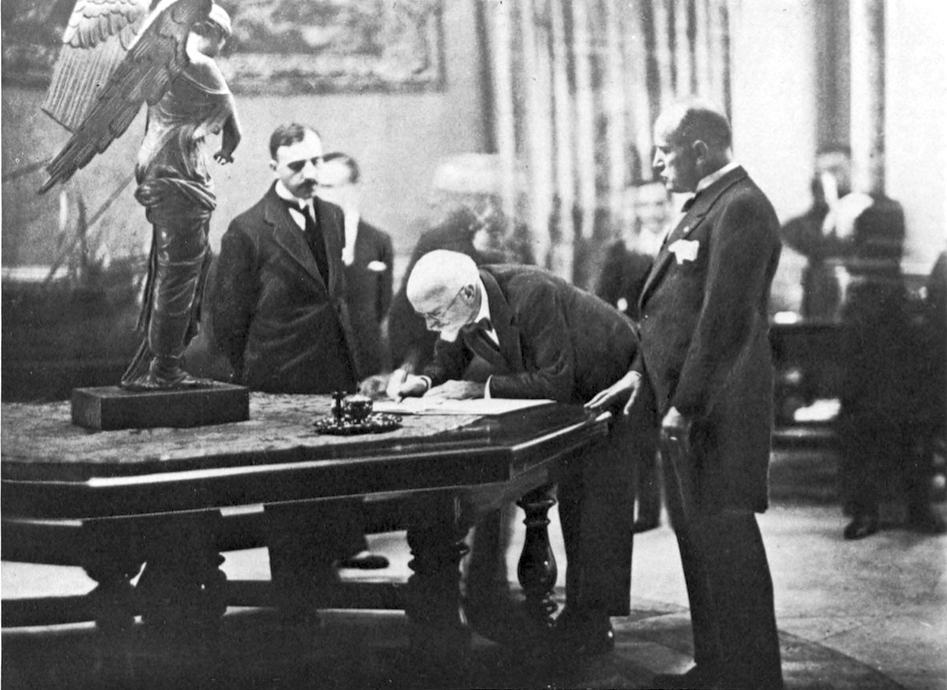
Eleftherios Venizelos unterzeichnet in Rom einen griechisch-italienischen Freundschaftsvertrag mit Benito Mussolini (1928)

Trotz solcher Abkommen blieben die Beziehungen in den 1920er Jahren fragil. Ein schwerer Zwischenfall ereignete sich 1923, als der italienische General Enrico Tellini während einer Grenzkommission in Griechenland ermordet wurde. Italiens faschistischer Diktator Benito Mussolini reagierte mit äußerster Härte: Ende August 1923 ließ er die griechische Insel Korfu bombardieren und kurzfristig besetzen. Der sogenannte Korfu-Zwischenfall wurde erst durch Einschreiten des Völkerbundes beigelegt. Italien musste sich von Korfu zurückziehen, allerdings nur gegen Zahlung einer hohen Entschädigung Griechenlands an Italien. Trotz dieses Konflikts kam es wenige Jahre später zu einer deutlichen Annäherung. Der pragmatische griechische Staatsmann Venizelos verfolgte ab 1928 eine Aussöhnungspolitik gegenüber Italien. Am 23. September 1928 unterzeichneten Venizelos und Mussolini in Rom einen bilateralen Freundschafts-, Schieds- und Versöhnungsvertrag, der die gegenseitigen Streitfragen bereinigte und eine Phase enger Kooperation einleitete. Dieser Vertrag begründete einen Abschnitt relativ guter politischer Beziehungen in der späten Zwischenkriegszeit. Griechenland und Italien kooperierten nun wirtschaftlich enger und bemühten sich, Konflikte diplomatisch zu lösen. Allerdings blieb das Misstrauen gegenüber Mussolinis Expansionismus bestehen, zumal Italien 1939 das benachbarte Albanien besetzte. Die italienische Kontrolle Albaniens verschärfte die strategische Bedrohungslage für Griechenland, das nun direkt an ein von Italien beherrschtes Gebiet grenzte.

### Zweiter Weltkrieg

Besatzungszonen in Griechenland

Am 28. Oktober 1940 griff das faschistische Italien nach Ausbruch des Zweiten Weltkriegs ohne Kriegserklärung von Albanien aus das neutrale Griechenland an. Mussolini wollte Griechenland unter italienische Kontrolle bringen und damit seinen Einfluss in der Region sichern. Doch der Griechisch-italienische Krieg begann für Italien katastrophal: Die griechische Armee schlug den Invasionsversuch zurück und drängte die italienischen Truppen innerhalb weniger Wochen zurück nach Albanien. Bis zum Frühjahr 1941 hielt Griechenland die Front gegen die Italiener und fügte ihnen schwere Verluste zu. Mussolinis Offensive war damit gescheitert und wurde zum Desaster für die italienischen Streitkräfte. Diese Entwicklung zwang das Deutsche Reich, seinem Verbündeten zur Hilfe zu kommen.
Am 6. April 1941 griffen deutsche Truppen gemeinsam mit Italien und Bulgarien Griechenland an (Unternehmen Marita). Binnen weniger Wochen eroberten die Achsenmächte das Land; am 27. April 1941 besetzte die Wehrmacht Athen. In der Folge wurde Griechenland bis 1944 von den Achsenmächten besetzt und aufgeteilt: Italien erhielt große Besatzungsgebiete, darunter Athen und den größten Teil der griechischen Inseln, während Deutschland strategisch wichtige Zonen (Thessaloniki, Kreta und ab 1943 auch Athen) kontrollierte. Die italienische Besatzung in Griechenland (1941–1943) war gekennzeichnet von wirtschaftlicher Ausbeutung und Härten für die Bevölkerung, verlief aber weniger brutal als die deutsche Besatzung. Dennoch kam es auch unter italienischer Kontrolle zu Widerstandsaktionen der griechischen Bevölkerung, woraufhin die Besatzer mit Repression reagierten. Im September 1943, nach dem Sturz Mussolinis und dem Waffenstillstand Italiens mit den Alliierten, brach die italienische Besatzung zusammen. Die deutschen Truppen entwaffneten viele der bisherigen italienischen Besatzungssoldaten (einige wurden deportiert oder – wie auf Kefalonia – von der Wehrmacht erschossen) und übernahmen bis zum Rückzug 1944 die völlige Kontrolle in Griechenland.

### Nachkriegszeit bis Gegenwart
Nach 1945 normalisierten sich die griechisch-italienischen Beziehungen schrittweise. Im Pariser Friedensvertrag von 1947 musste Italien formell alle besetzten griechischen Gebiete abtreten. Dazu gehörte insbesondere die Rückgabe des Dodekanes an Griechenland. Am 10. Februar 1947 übertrug Italien die Dodekanes-Inseln (darunter Rhodos und Kos) mit all ihren Hoheitsrechten an Griechenland. Politisch rückten die beiden Länder in der Nachkriegsordnung bald enger zusammen: Griechenland und Italien gehörten zu den westlich orientierten Staaten in Europa und kooperierten angesichts des Kalten Krieges. 1949 gehörte Italien zu den Gründungsmitgliedern der NATO; Griechenland trat dem Bündnis 1952 bei. Als Verbündete innerhalb der NATO entwickelten Athen und Rom ein partnerschaftliches Verhältnis, das von gegenseitiger Unterstützung gegen gemeinsame sicherheitspolitische Bedrohungen (etwa die Sowjetunion) geprägt war. Auch wirtschaftlich begannen die Länder enger zu kooperieren, etwa im Rahmen des Marshallplans und der OECD. In den folgenden Jahrzehnten vertieften sich die Beziehungen auch durch die europäische Integration. Italien war 1957 Mitbegründer der Europäischen Wirtschaftsgemeinschaft, und Griechenland trat 1981 der Europäischen Gemeinschaft (heute EU) bei.

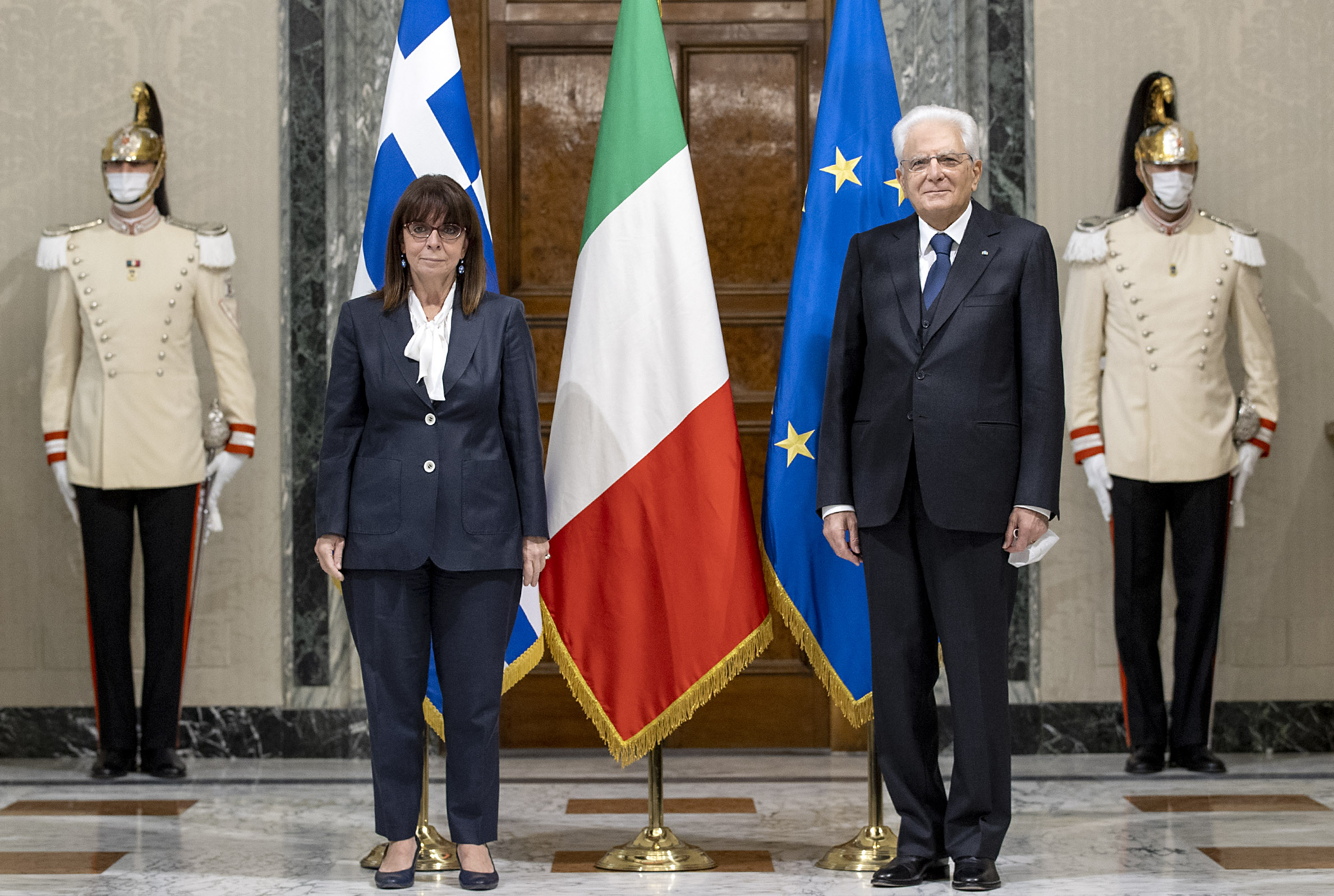
Katerina Sakellaropoulou mit Sergio Mattarella (2020)

Sowohl Griechenland als auch Italien waren von der Finanzkrise 2007 und der anschließenden Eurokrise schwer betroffen. Beide Länder gerieten mit der deutschen Austeritätspolitik in Konflikt und kooperierten ab 2016 im Rahmen der EU-Südstaaten, dessen erstes Treffen am 9. September 2016 in Athen stattfand. Beide Länder haben auch die europäische Integration der Westbalkanstaaten unterstützt. Am 9. Juni 2020 unterzeichneten Griechenland und Italien in Athen schließlich ein Abkommen zur Festlegung der Seegrenze und der exklusiven Wirtschaftszone zwischen beiden Staaten. Italiens Ministerpräsidentin Giorgia Meloni lobte 2023 die Beziehungen zu Griechenland als „exzellent“ und hob die gemeinsame geostrategische Ausrichtung hervor und kündigte die Einrichtung einer gemischten Regierungskonferenz an. So fand 2025 der zweite Griechisch-Italienische Regierungsdialog auf hoher Ebene statt, bei dem zahlreiche Kooperationsvereinbarungen (u. a. in den Bereichen Verteidigung, Infrastruktur, Energie und Katastrophenschutz) unterzeichnet wurden.

## Wirtschaftsbeziehungen
Griechenland und Italien sind wirtschaftlich eng verflochten, was durch ihre gemeinsame Mitgliedschaft im EU-Binnenmarkt und der Eurozone begünstigt wird. Italien gehört zu den wichtigsten Handelspartnern Griechenlands. Das bilaterale Handelsvolumen lag 2022/2023 bei rund 12 Milliarden Euro pro Jahr. Auch Investitionen fließen in beide Richtungen. Zahlreiche italienische Unternehmen sind in Griechenland tätig und spielen dort in Schlüsselbranchen eine wichtige Rolle. Beispiele sind italienische Energiekonzerne im Bereich Erdgas und Strom, italienische Versicherungs- und Bankunternehmen sowie die staatliche italienische Eisenbahngesellschaft Ferrovie dello Stato, die 2017 die griechische Eisenbahn-Tochter TrainOSE (heute Hellenic Train) übernahm. Letztere investiert in Zusammenarbeit mit der griechischen Regierung in die Modernisierung des griechischen Schienennetzes (für neue Züge und Infrastruktur). Im Gegenzug investieren auch griechische Unternehmen in Italien (besonders griechischer Reeder). Auch im Energiebereich sind die Länder durch wichtige Projekte verbunden: Beispielsweise ist Griechenland Transitland für die Transadriatische Pipeline (TAP), die aserbaidschanisches Erdgas über Griechenland und Albanien nach Süditalien liefert, was die Energiesicherheit beider Staaten verbessert. Zudem planen Griechenland und Italien, ihre Stromnetze stärker zu koppeln und die Kapazität der bestehenden Untersee-Stromleitung im Ionischen Meer auszubauen.

## Kulturbeziehungen

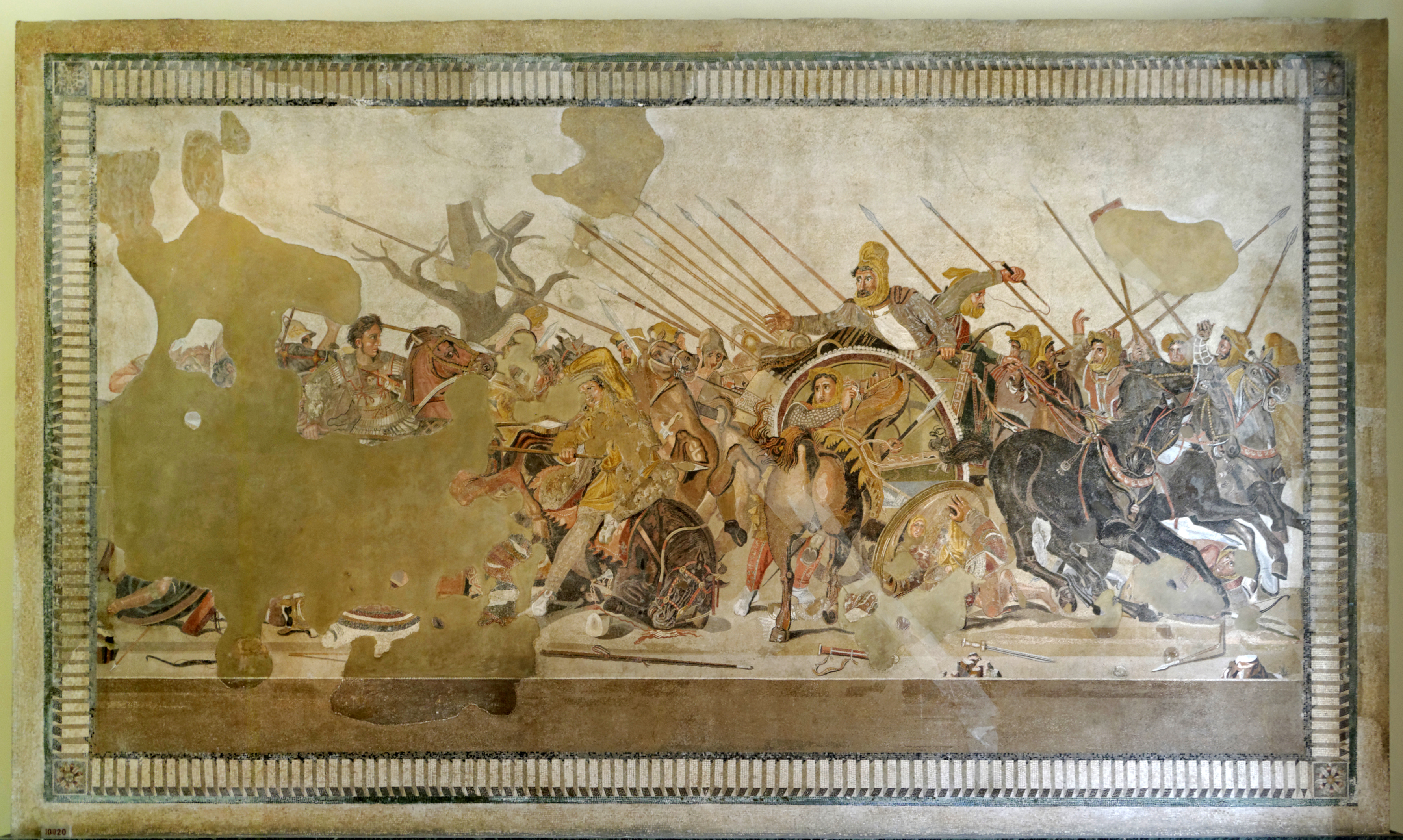
Alexandermosaik im Archäologischen Nationalmuseum von Neapel

Die Kulturbeziehungen zwischen Griechenland und Italien sind von einer außergewöhnlich langen gemeinsamen Geschichte und wechselseitigen Einflüssen geprägt. Beide Länder gelten als Wiegen der europäischen Zivilisation – das antike Griechenland und das antike Rom prägten in einzigartiger Weise Kunst, Architektur, Literatur und politische Ideen Europas. Dieses gemeinsame kulturelle Erbe schafft bis heute eine besondere Verbundenheit. So betonte der griechische Premier Kyriakos Mitsotakis 2023, dass Griechenland und Italien nicht nur geographisch nahe liegen, sondern auch „tiefe historische und kulturelle Bande“ teilen. Die wechselseitige kulturelle Wertschätzung setzte sich in der Neuzeit fort. Im 19. Jahrhundert unterstützten italienische Philhellenen (neben Santarosa z. B. auch der Dichter Ugo Foscolo, selbst griechischer Abstammung) den griechischen Freiheitskampf ideell und praktisch. Umgekehrt inspirierte das Streben nach Einheit und Freiheit in Griechenland auch die italienische Öffentlichkeit während des Risorgimento. Kulturell knüpften beide Nationen an die Antike und aneinander an – so wurde etwa die klassizistische Architektur in beiden Ländern gepflegt, und italienische Opern nahmen Stoffe aus der griechischen Geschichte und Mythologie auf (etwa Rossinis L’Assedio di Corinto über die Belagerung von Korinth).
In der Gegenwart sind die Kulturbeziehungen vielfältig institutionalisiert. So wurden schon in der Nachkriegszeit bilaterelle Kulturabkommen geschlossen, die den Austausch in Bildung, Wissenschaft und Kunst fördern sollen. Heute gibt es in beiden Ländern kulturelle Einrichtungen des Partnerlandes: Das Italienische Kulturinstitut Athen organisiert Sprachkurse, Ausstellungen und Konzerte in Griechenland, während die Griechische Kulturstiftung in Italien aktiv ist. Beispielsweise wurde 2022 ein Abkommen zwischen der Griechischen Kulturstiftung und der Region Apulien geschlossen. Ein Schwerpunkt ist dabei die Förderung der griechischen Sprachminderheit in Süditalien: In der Region Grecìa Salentina (Apulien) und in einigen Dörfern Kalabriens wird bis heute der griechische Dialekt Griko gesprochen, ein Erbe jahrhundertealter griechischer Präsenz. Griechenland und Italien arbeiten zusammen, um dieses einzigartige kulturelle Erbe zu bewahren. So finanziert die genannte Kulturstiftung Programme zum Erhalt des Griko, fördert den Unterricht der Sprache vor Ort und organisiert Kulturaustausch (z. B. folkloristische Musik- und Tanzfeste) zwischen den griechischsprachigen Gemeinden Italiens und Griechenland.
Auf akademischem Gebiet bestehen lange Traditionen der Kooperation. Schon 1909 wurde in Athen die Italienische Archäologische Schule gegründet, die seither an zahlreichen Ausgrabungen (z. B. in Gortyn auf Kreta oder in Aigeira) beteiligt war und die gemeinsamen Wurzeln erforscht. Das Hellenische Institut für Byzantinistik und Postbyzantinistik wurde 1951 in Venedig gegründet und widmet sich der Erforschung der byzantinischen und postbyzantinischen Geschichte in Italien. Heute unterhalten viele griechische und italienische Universitäten Partnerschaften und Austauschprogramme für Studierende und Dozenten (darunter Erasmus-Programme). Im Bereich der Archäologie, Byzantinistik und Altertumswissenschaften gibt es enge Kontakte der Forschergemeinden beider Länder. Zahlreiche griechische Kunstschätze werden regelmäßig in italienischen Museen ausgestellt und umgekehrt. Im Juli 2014 wurde in Rom anlässlich der Übergabe der EU-Ratspräsidentschaft von Griechenland an Italien eine offizielle Kunstausstellung mit dem Titel „Italien – Griechenland: ein Gesicht, ein Volk“ eröffnet. Der Titel der Ausstellung bezieht sich auf ein griechisches Sprichwort, „μια φάτσα μια ράτσα“ (mia fatsa mia ratsa, vgl. italienisch una faccia, una razza), das in Griechenland und Italien häufig verwendet wird, um die Wahrnehmung enger kultureller Affinitäten zwischen Griechen und Italienern auszudrücken.

## Militärkooperation
Griechenland und Italien sind NATO-Verbündete und unterhalten eine enge militärische Zusammenarbeit. Die Übung Italic Weld von 1953, eine gemeinsame Luft-, See- und Bodenübung in Norditalien, an der die Vereinigten Staaten, Italien, die Türkei und Griechenland beteiligt waren, scheint eine der ersten Übungen gewesen zu sein, bei denen die neue Ausrichtung der italienischen Armee getestet wurde. Seitdem haben beide Länder immer wieder an gemeinsamen Übungen teilgenommen und kooperieren eng bei der Sicherung der Seewege im Mittelmeerraum. Am 27. März 2017 nahm Italien an der Militärübung Iniochus 2017 teil, die jährlich von Griechenland zusammen mit den Vereinigten Staaten, Israel und den Vereinigten Arabischen Emiraten organisiert wird.

## Diplomatische Standorte
- Griechenland hat eine Botschaft in Rom, Generalkonsulate in Mailand und ein Konsulat in Venedig.
- Italien hat eine Botschaft in Athen.

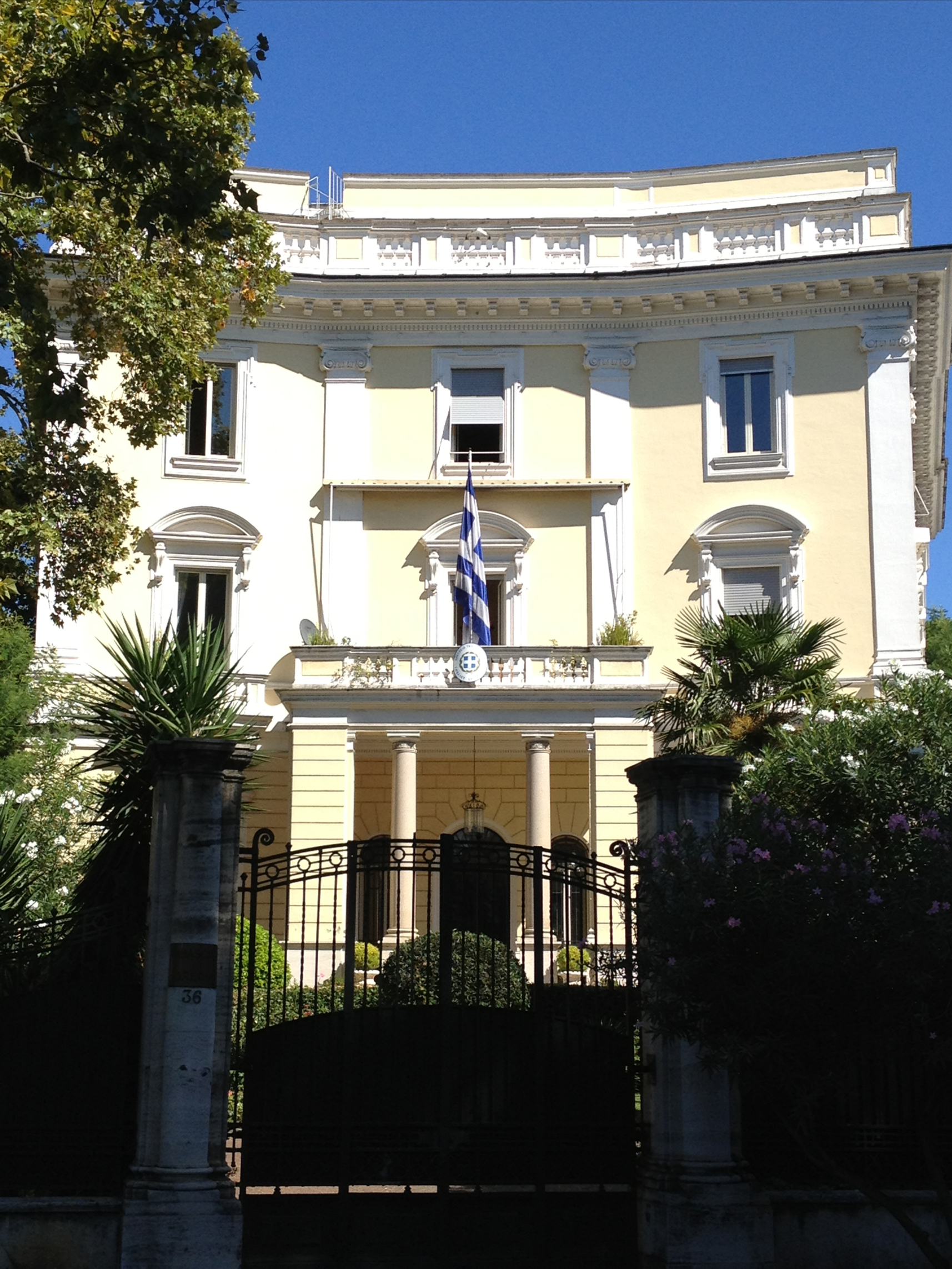
Griechische Botschaft in Rom
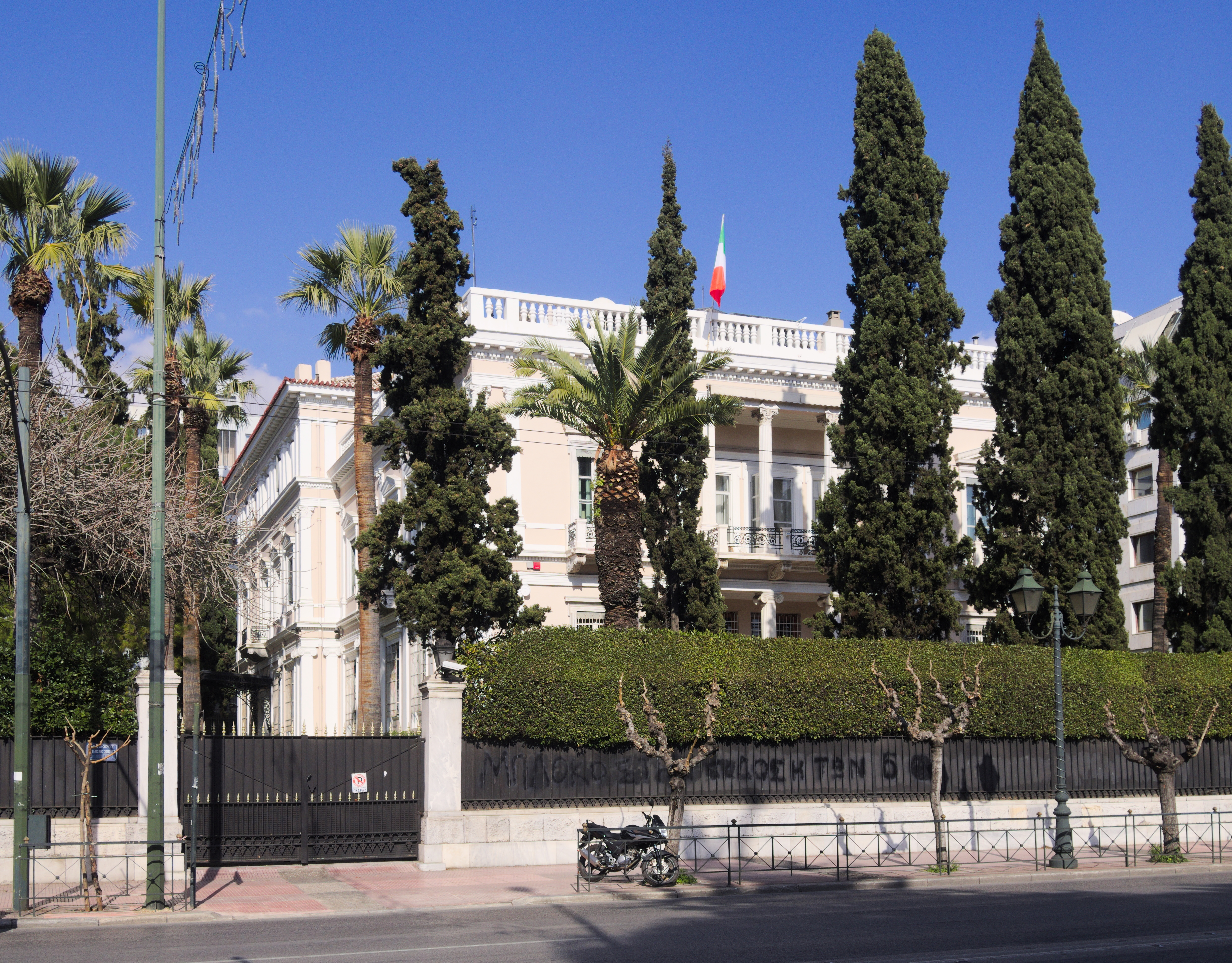
Italienische Botschaft in Athen